# Marta Woźniak-Bobińska
Marta Woźniak-Bobińska (ur. 6 kwietnia 1981) – polska politolożka, historyczka, doktor
habilitowana nauk społecznych specjalizująca się w regionie Bliskiego Wschodu, profesor
Uniwersytetu Łódzkiego, wykładowczyni na Wydziale Studiów Międzynarodowych i
Politologicznych Uniwersytetu Łódzkiego. Członkini Komitetu Nauk Orientalistycznych Polskiej Akademii Nauk oraz Polskiego Towarzystwa Orientalistycznego, sekretarz redakcji Rocznika Orientalistycznego.

## Życiorys
W 2006 r. ukończyła stosunki międzynarodowe na Uniwersytecie Łódzkim, równocześnie otrzymując ogólnopolskie wyróżnienie Primus Inter Pares. Na podstawie rozprawy doktorskiej Współcześni Asyryjczycy i Aramejczycy: w poszukiwaniu tożsamości narodowej napisanej pod kierunkiem prof. Marka M. Dziekana 24 czerwca 2010 r. uzyskała stopień naukowy doktora nauk humanistycznych w zakresie historii (specjalność historia Bliskiego Wschodu w XX wieku). 
27 czerwca 2019 roku na podstawie monografii Współczesna diaspora asyryjsko-aramejska w Szwecji nadano jej stopień doktora habilitowanego nauk społecznych w dyscyplinie nauki o polityce i administracji. 1 lipca 2022 roku została profesorem uczelnianym. 
Zatrudniona w Katedrze Bliskiego Wschodu i Północnej Afryki UŁ. Wykładała także w Instytucie Stosunków Międzynarodowych Uniwersytetu Warszawskiego oraz na kursach doskonalenia zawodowego oficerów Wojska Polskiego w Akademii Obrony Narodowej. 
W roku akademickim 2003/2004 przebywała na stypendium językowym w Damaszku w Syrii, zaś w 2005 odbyła staż w Ambasadzie RP w Kairze w Egipcie. W latach 2013–2015 kierowała badaniami w Szwecji w ramach projektu Defining and Identifying Middle Eastern Christian Communities in Europe (DIMECCE/HERA), który uzyskał finansowanie Komisji Europejskiej w 7 Programie Ramowym. 
Kilkukrotna stypendystka Ministra Edukacji Narodowej i Sportu, laureatka stypendium dla wybitnych młodych naukowców Ministra Nauki i Szkolnictwa Wyższego. W 2019 r. otrzymała nagrodę łódzkiego oddziału PAN za wybitne osiągnięcia przyczyniające się do rozwoju nauki dla młodych uczonych, zaś w 2021 roku nagrodę Rektora UŁ indywidualną stopnia I za osiągnięcia naukowo-badawcze.

## Publikacje

### Książki
- Modern Assyrian/Syriac Diaspora in Sweden, Katedra Bliskiego Wschodu i Północnej Afryki Uniwersytetu Łódzkiego, Łódź 2020.[9]
- Współczesna diaspora asyryjsko-aramejska w Szwecji, Wydawnictwo Uniwersytetu Łódzkiego, Łódź 2018[10]

- Współcześni Asyryjczycy i Aramejczycy. Bliskowschodni chrześcijanie w poszukiwaniu tożsamości narodowej, Wydawnictwo Uniwersytetu Łódzkiego, Łódź 2014[11]

### Artykuły
- Assyrians Without Borders: Middle Eastern Christians Towards a New Form of Citizenship in Sweden, „Studia Religiologica” 54/1, 2021, ss. 63–80[12]
- Big fat Assyrian/Syriac weddings: rituals and marriage traditions among Middle Eastern Christians in Sweden, „Journal of Ethnic and Migration Studies” 44/16, 2018, ss. 2684–2700[13]
- Middle Eastern Christian Spaces in Europe: Multi-sited and Super-diverse, „Journal of Religion in Europe” 9/1, 2016, ss. 1–25 (wspólnie z Lise Paulsen Galal, Alistair Hunter, Fiona McCallum, Sara Lei Sparre)[14]